# Салливан, Куинн (футболист)
Куинн Салливан (англ. Quinn Sullivan; родился 27 марта 2004, Филадельфия) — американский футболист, полузащитник клуба MLS «Филадельфия Юнион».

## Клубная карьера
Воспитанник футбольной академии клуба «Филадельфия Юнион». 18 июля 2020 года дебютировал за клуб «Филадельфия Юнион II» (резервную команду клуба «Филадельфия Юнион») в матче Чемпионшипа ЮСЛ против клуба «Питтсбург Риверхаундс».
1 мая 2021 года дебютировал в MLS в матче против «Нью-Йорк Сити». 26 июня 2021 года впервые вышел в стартовом составе своего клуба в матче MLS против «Чикаго Файр», отметившись забитым мячом. Его первый гол за клуб был признан лучшим голом 10-й недели в MLS. 21 августа 2021 года в матче против «Монреаля» забил свой второй гол в MLS; этот гол вновь был признан лучшим голом недели в MLS.

## Карьера в сборной
В ноябре 2021 года дебютировал за сборную США до 20 лет.

## Личная жизнь
Салливан вырос в футбольной семье: его отец Брендан был профессиональным футболистом, а впоследствии тренером; мать выступала за студенческие футбольные команды; двоюродный брат Крис Олбрайтон выступал за сборную США по футболу; дед Ларри Салливан был футбольным тренером.